# I Maestri dell'Orrore
I Maestri dell'Orrore è stata una collana editoriale di narrativa dell'orrore pubblicata in Italia da Fanucci Editore per 3 anni, dal 1993 al 1996, per un totale di 10 uscite.

## Storia editoriale
Sin dalla sua fondazione negli anni Settanta, Fanucci Editore aveva importato in Italia una quantità cospicua di letteratura horror anglofona afferente sia alla tradizione tardo-gotica sia alla scuola lovecraftiana, alle quali erano state dedicate rispettivamente le collane specializzate I Maestri del Fantastico e I Miti di Cthulhu, ambedue dirette da Gianni Pilo. All'inizio degli anni Novanta, però, entrambe le selezioni erano state soppresse, pertanto il curatore editoriale Bernardo Cicchetto promosse il lancio della nuova collana I Maestri dell'Orrore, che sarebbe stata dedicata a voci contemporanee (e non più principalmente a scrittori classici) e a una pluralità di indirizzi stilistici. I Maestri dell'Orrore, però, pubblicò a cadenza irregolare per solo tre anni e fu chiusa già nel 1996.
I primi sette volumi della collana furono stampati con foliazione da 188x125 mm e rilegati in brossura, gli ultimi tre passarono a un formato di 193x115 mm; tutte le copertine presentavano un'illustrazione a tutta pagina, con il marchio dell'editore impresso nell'angolo inferiore sinistro.

## Elenco delle uscite
| Numero | Autore               | Titolo                     | Note                                                              | Anno           | ISBN       |
| ------ | -------------------- | -------------------------- | ----------------------------------------------------------------- | -------------- | ---------- |
| I      | Graham Masterton     | I guerrieri della notte    | Primo romanzo della pentalogia dei Guerrieri della Notte.         | Novembre 1993  | 883470407X |
| II     | Shaun Hutson         | Anniversario di morte      |                                                                   | Gennaio 1994   | 8834704037 |
| III    | Tanith Lee           | Danza macabra              | Primo romanzo della trilogia della Blood Opera.                   | Marzo 1994     | 8834704258 |
| IV     | Richard Laymon       | La Casa della Bestia       | Primo romanzo delle Cronache della Casa della Bestia.             | Giugno 1994    | 8834704320 |
| V      | R. Patrick Gates     | Terrore dal video          |                                                                   | Settembre 1994 | 8834704479 |
| VI     | Daniel H. Gower      | Il canto di Orfeo          |                                                                   | Gennaio 1995   | 8834704401 |
| VII    | Christopher Fowler   | Canti di morte             | Raccolta allestita dall'autore, comprende quattordici racconti.   | Settembre 1995 | 8834705017 |
| VIII   | Mary L. Hanner       | Virus mortale              |                                                                   | Ottobre 1995   | 883470519X |
| IX     | William Hope Hodgson | La terra dell'eterna notte |                                                                   | Aprile 1996    | 883470536X |
| X      | AA. VV.              | Incubi Italiani            | Raccolta di dieci racconti composti da autori e autrici italiani. | Novembre 1996  | 8834705548 |